# VK Dukla Liberec
Der VK Dukla Liberec ist ein tschechischer Volleyballverein aus Liberec, der 1948 als ATK Prag in der damaligen Tschechoslowakei gegründet wurde und heute in der Extraliga spielt. Der größte Erfolg der Vereinsgeschichte ist der Gewinn des Europapokals der Landesmeister 1975.

## Geschichte
Der Verein wurde 1948 als Armeesportklub ATK Prag (Armádní tělovýchovný klub) gegründet. und konnte zwischen 1950 und 1952 drei Meistertitel erringen. 1953 wurde der Verein in Ústřední dům armády Praha umbenannt, bevor er 1957 nach Kolín umzog. Zwischen 1966 und 1969 spielte der Verein als Dukla Jihlava, bevor er 1969 nach Liberec, seinem heutigen Standort, versetzt wurde. Seit dem Zerfall der Tschechoslowakei gehört der Verein nicht mehr zu den tschechischen Streitkräften, sondern ist ein öffentlicher Sportverein.

### Vereinsnamen
- 1948–1952 ATK Praha
- 1953–1955 ÚDA Praha
- 1955–1957 Dukla Prag
- 1957–1966 Dukla Kolín
- 1966–1969 Dukla Jihlava
- seit 1969 VK Dukla Liberec